# Ijimaiellia ijimai
Ijimaiellia ijimai är en mossdjursart som först beskrevs av Okada 1921.  Ijimaiellia ijimai ingår i släktet Ijimaiellia och familjen Calwelliidae. Inga underarter finns listade i Catalogue of Life.